# شهرستان اغوزخان
شهرستان اغوزخان (به ترکمنی: Oguzhan etraby، اوْغوُزحان اطرابیٛ) یک شهرستان منحل شده در ترکمنستان است که در استان مرو واقع شده‌است.
در تاریخ ۲۴ ژوییه سال ۲۰۱۶، شهرستان آلتین صحرا منحل شده و اراضی آن به این شهرستان اضافه شد..
در تاریخ ۹ نوامبر ۲۰۲۲، این شهرستان منحل شده، و اراضی آن به دو شهرستان مرغاب و ساکارچقه واگذار شد. مرکز شهرستان، شهرک اغوزخان، به مرغاب واگذار شد. مرکز شهرستان منحل شده آلتین صحرا، شهرک فراغت (پاراحات)، که در زمان انحلال اغوزخان، ۶ سال تابع این شهرستان بود، نیز به ساکارچقه واگذار شد.